# Gisela Schulze

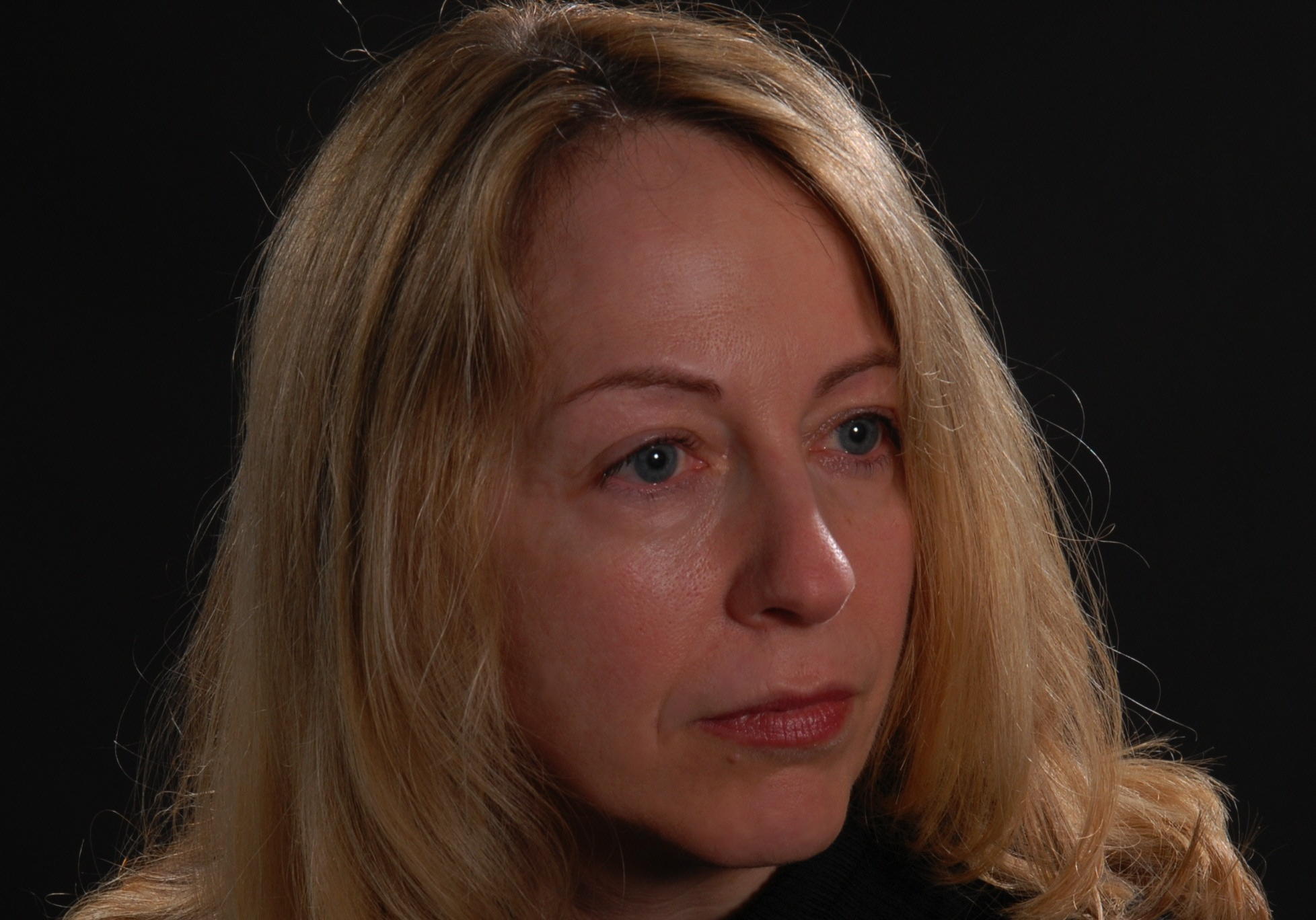
Gisela C. Schulze (2011)

Gisela C. Schulze (* 1960 in Erfurt) ist eine deutsche Rehabilitationspädagogin und Hochschullehrerin.

## Leben
Sie studierte Sonderpädagogik (mit den Schwerpunkten Lernbehinderten- und Verhaltensgestörtenpädagogik) an der Universität Rostock und promovierte dort am Universitätsklinikum im Fach Pädagogische Psychologie. Danach habilitierte sie sich im Fach Sonderpädagogik. Seit 2004 ist sie  Universitätsprofessorin für Allgemeine Sonder- und Rehabilitationspädagogik an der  Universität Oldenburg. Ihre Arbeits- und Forschungsschwerpunkte sind Absentismus & Dropout in Bildungs- und Rehabilitationsprozessen, die Feldtheorie (Lewin), die Person-Umfeld-Analyse, Young (Adult) Carers, die Emotion Scham in Schule. Sie arbeitet in internationalen Forschungsverbünden zum Thema Schulabsentismus und sozialer Rückzug.

## Werke
- Pädagogische Musiktherapie versus aggressives Verhalten im Schulalter. Aachen 2002
- Unterrichtsmeidende Verhaltensmuster. Hamburg 2003
- Familien in Multiproblemlagen, Kinder in Multiproblemlagen. Oldenburg 2005
- Children at risk in family and school. Oldenburg 2006
- Schulabsentismus und Dropout. Oldenburg 2007
- Mit Andreas Ziegler: Erworbene Hirnschädigungen. Neue Anforderungen an eine interdisziplinäre Rehabilitationspädagogik. Klinkhardt, Bad Heilbrunn, 2012, ISBN 978-3-7815-1881-0
- Mit Jana Alber und Steffen Kaiser: Die Person-Umfeld-Analyse in der Sonder- und Rehabilitationspädagogik. Klinkhardt, Bad Heilbrunn, 2018 ISBN 978-3-7815-2234-3